# Nançois-sur-Ornain
Nançois-sur-Ornain és un municipi francès situat al departament del Mosa i a la regió del Gran Est. L'any 2007 tenia 377 habitants.

## Demografia

### Població
El 2007 la població de fet de Nançois-sur-Ornain era de 377 persones. Hi havia 157 famílies, de les quals 47 eren unipersonals (8 homes vivint sols i 39 dones vivint soles), 47 parelles sense fills, 51 parelles amb fills i 12 famílies monoparentals amb fills.
La població ha evolucionat segons el següent gràfic:
Habitants censats

### Habitatges
El 2007 hi havia 170 habitatges, 160 eren l'habitatge principal de la família, 1 era una segona residència i 9 estaven desocupats. 163 eren cases i 7 eren apartaments. Dels 160 habitatges principals, 142 estaven ocupats pels seus propietaris, 14 estaven llogats i ocupats pels llogaters i 4 estaven cedits a títol gratuït; 4 tenien dues cambres, 16 en tenien tres, 52 en tenien quatre i 88 en tenien cinc o més. 111 habitatges disposaven pel capbaix d'una plaça de pàrquing. A 70 habitatges hi havia un automòbil i a 63 n'hi havia dos o més.

### Piràmide de població
La piràmide de població per edats i sexe el 2009 era:
| Homes | Edats   | Dones |
| ----- | ------- | ----- |
| 0     | 95 o +  | 0     |
| 4     | 90 a 94 | 0     |
| 0     | 85 a 89 | 0     |
| 8     | 80 a 84 | 0     |
| 8     | 75 a 79 | 0     |
| 0     | 70 a 74 | 12    |
| 12    | 65 a 69 | 20    |
| 20    | 60 a 64 | 20    |
| 8     | 55 a 59 | 8     |
| 8     | 50 a 54 | 16    |
| 16    | 45 a 49 | 12    |
| 12    | 40 a 44 | 16    |
| 12    | 35 a 39 | 24    |
| 16    | 30 a 34 | 16    |
| 12    | 25 a 29 | 16    |
| 20    | 20 a 24 | 0     |
| 8     | 15 a 19 | 8     |
| 4     | 10 a 14 | 32    |
| 8     | 5 a 9   | 8     |
| 28    | 0 a 4   | 8     |

## Economia
El 2007 la població en edat de treballar era de 244 persones, 164 eren actives i 80 eren inactives. De les 164 persones actives 146 estaven ocupades (77 homes i 69 dones) i 18 estaven aturades (8 homes i 10 dones). De les 80 persones inactives 30 estaven jubilades, 26 estaven estudiant i 24 estaven classificades com a «altres inactius».

### Ingressos
El 2009 a Nançois-sur-Ornain hi havia 170 unitats fiscals que integraven 408 persones, la mediana anual d'ingressos fiscals per persona era de 17.605,5 €.

### Activitats econòmiques
Dels 16 establiments que hi havia el 2007, 1 era d'una empresa de fabricació de material elèctric, 3 d'empreses de construcció, 3 d'empreses de comerç i reparació d'automòbils, 1 d'una empresa de transport, 1 d'una empresa financera, 3 d'empreses de serveis, 2 d'entitats de l'administració pública i 2 d'empreses classificades com a «altres activitats de serveis».
Dels 3 establiments de servei als particulars que hi havia el 2009, 1 era un paleta i 2 fusteries.
L'únic establiment comercial que hi havia el 2009 era una botiga de menys de 120 m².
L'any 2000 a Nançois-sur-Ornain hi havia 3 explotacions agrícoles.

## Equipaments sanitaris i escolars
El 2009 hi havia una escola elemental.

## Poblacions més properes
El següent diagrama mostra les poblacions més properes.